# Tariona maculata
Tariona maculata là một loài nhện trong họ Salticidae.
Loài này thuộc chi Tariona. Tariona maculata được Pelegrin Franganillo-Balboa miêu tả năm 1930.